# 伊藤仙孝
伊藤仙孝（日语：／ Itō Noritaka，1983年5月29日—），北海道旭川市出身，日本男子残疾人冰球运动员。他曾代表日本参加2010年冬季残疾人奥林匹克运动会冰球比赛，获得一枚银牌。